# Alfred Kirchhoff
Alfred Kirchhoff (Erfurt, 23 maggio 1838 – Lipsia, 8 febbraio 1907) è stato un geografo e naturalista tedesco.

## Biografia
Ha studiato a Jena e a Bonn, e per diversi anni è stato insegnante presso scuole di Mülheim an der Ruhr e Erfurt. Dal 1871 al 1873 è stato docente di geografia alla Kriegsakademie di Berlino, e in quest'ultimo anno è stato nominato professore di geografia presso l'Università di Halle. Era redattore della Anleitung zur deutschen Landes- und volksforschung.

## Pubblicazioni principali
- Schulbotanik (1865).
- Die Südseeinseln und der Südseehandel, (1880).
- Schulgeographie, (1882).
- Allgemeine Erdkunde: Pflanzen- und Tierverbreitung, con Julius von Hann e Eduard Bruckner (1899).[2]
- Mensch und Erde; Skizzen von den Wechselbeziehungen zwischen beiden (3ª edizione 1910); (1914).
- Unser Wissen von der Erde. Allgemeine Erdkunde und Länderkunde, in collaborazioni di altri scolari (1886-93).
- Volapük : easy method of acquiring the universal language (costruito da Johann Martin Schleyer, preparato per il pubblico di lingua inglese sulla base di Alfred Kirchhoff di "Hilfsbuch").[3]